# Ничитайло Михайло Юхимович
Миха́йло Юхи́мович Ничита́йло (*06.02 1948 — +07.03.2021) — український хірург, професор, доктор медичних наук, заслужений лікар України, лауреат Державної премії України в галузі науки і техніки, член-кореспондент Національної академії медичних наук України.

## Життєпис
Народився 6 лютого 1948 року в селі Капустин (Старокостянтинівський район); 1972-го закінчив Київський медичний інститут. Працював в Житомирі лікарем-хірургом. Від 1976 року навчався в ординатурі та аспірантурі Київського інституту клінічної та експериментальної хірургії.
Від 1986 по 1999 рік працював на кафедрі торакоабдомінальної та судинної хірургії Національної медичної академії післядипломної освіти ім. П. Л. Шупика — послідовно займав посади асистента, доцента, професора. 1987 року захистив кандидатську дисертацію «хірургічне лікування високих рубцевих стриктур жовчних протоків».
1996 року захищає докторську дисертацію «Лікування і профілактика ускладнень в реконструктивній хірургії жовчних протоків».
Від 1999-го очолює відділ лапароскопічної хірургії і холелітіазу Інституту хірургії та трансплантології АМН України. 2001 року отримав звання професора за спеціальністю «хірургія». З 2003-го й надалі займає посаду заступника директора з наукової роботи інституту хірургії та трансплантології ім. О. О. Шалімова.
Лауреат Державної премії України 2004 року — за розробку та впровадження в клінічну практику хірургічних методів електрозварювання живих, м'яких тканин; разом з Ю. М. Захарашем, О. М. Івановою, В. В. Лебедєвим, О. В. Лебедєвим, А. В. Макаровим, Б. Є. Патоном, С. Є. Подпрятовим, Ю. О. Фурмановим.
2008 року відзначений почесним звання Заслуженого лікаря України.
З 2017 року член–кореспондент НАМН України за спеціальністю «медицина невідкладних станів».
Головний науковий співробітник відділу лапароскопічної хірургії та Жовчнокам'яна хвороба|холелітіазу.
Почесний член Всесвітнього товариства хірургів, хірургічних товариств СНД, віце-президент товариства лапароскопічних хірургів України, член Європейського і Всесвітнього товариств гепатобіліарних та лапароскопічних хірургів.
Є автором 572 наукових праць по хірургії, в тому числі 16 монографій, 5 підручників, 42 авторських свідоцтв та патентів на винаходи.
Як педагог підготував 22 докторів та 23 кандидатів медичних наук.
Наукові напрями:
- лапароскопічна хірургія
- хірургія та онкологія підшлункової залози, печінки, жовчних шляхів
- хірургія нейроендокринних пухлин, хірургічна інфекція

Серед робіт:
- «Гострий панкреатит та його ускладнення» (1990, співавтори А. П. Радзіховський та О. О. Шалімов)
- «Хірургія печінки та жовчовивідних шляхів» (1993)
- «Хірургія підшлункової залози» (1997)
- «Відеоендоскопічні операції в хірургії та гінекології» (1999)
- «Шпитальна хірургія» (1999)
- «Невідкладна хірургія» (2000)
- «Клінічна хірургія» (2001)
- «Мінімальноінвазивна хірургія жовчних шляхів» (2005)
- «Ушкодження жлвчних шляхів при холецистектомії та їх наслідки» (2006)
- «Жовчний перитоніт» (2006)
- «Лекції з хірургічних хвороб та атлас операцій» (2008)
- «Хірургія» (2010)
- «Кісти та кістозні пухлини підшлункової залози» (2012)
- «Досвід застосування високочастотного електрозварювання в ендокринній хірургії», 2013, співавтори О. М. Гулько, А. М. Кваченюк, К. В. Негрієнко, О. М. Литвиненко, І. С. Супрун
- «Спайкова хвороба: патогенетичні аспекти розвитку, профілактика та лікування» (2014).